# Стынгачу, Думитру
Дан Думи́тру Стынга́чу (рум. Dan Dumitru Stângaciu; 9 августа 1964, Брашов, Румыния) — румынский футболист, вратарь, футбольный тренер.

## Карьера

### Клубная
Профессиональную карьеру начал в 1982 году в клубе «Брашов» из родного города, сыграл в свой первый сезон 5 матчей. В 1984 году перешёл в бухарестский клуб «Стяуа», за который затем, с небольшим перерывом, выступал до 1995 года, проведя за это время 191 матч и став, вместе с командой, 7 раз чемпионом Румынии, 3 раза вице-чемпионом, 4 раза обладателем Кубка Румынии, 2 раза финалистом Кубка, 1 раз обладателем Суперкубка страны, 1 раз победителем Кубка европейских чемпионов, 1 раз полуфиналистом Кубка чемпионов и 1 раз обладателем Суперкубка УЕФА.
С 1988 по 1989 год выступал на правах аренды за «Олт Скорничешти», сыграл 16 встреч. С 1995 по 1996 год играл за турецкий клуб «Ванспор», где провёл 23 игры, после чего пополнил ряды «Коджаэлиспора», за который выступал вплоть до завершения карьеры игрока в 2001 году, проведя за это время 94 матча и став, вместе с командой, обладателем Кубка Турции в 1997 году.

### В сборной
В составе главной национальной сборной Румынии дебютировал 8 апреля 1992 года, выйдя на замену на 80-й минуте товарищеского матча со сборной Латвии, который в итоге закончился победой Румынии со счётом 2:0, а последний раз сыграл за сборную 6 июня 1998 года в товарищеском матче со сборной Молдавии. Всего сыграл 5 матчей, в которых пропустил 1 гол (18 марта 1998 года от сборной Израиля, этот мяч в итоге стал единственным в матче), в том числе 1 встречу провёл в отборочном турнире к чемпионату мира 1998 года против сборной Лихтенштейна 29 марта 1997 года в Бухаресте, в той встрече Думитру отстоял «на ноль», а его команда одержала победу со счётом 8:0.
Был в заявке команды на финальный турнир чемпионата мира 1998, однако на поле не выходил.

### Тренерская
После завершения карьеры игрока в 2001 году занялся тренерской деятельностью, работал в клубах «Политехника» из Тимишоары, «Висла» из Кракова и «Униря» из Урзичени. С 2010 по 2012 год работал в тренерском штабе Дана Петреску в краснодарской «Кубани».
Перешёл с Петреску в московское «Динамо», где работал в 2012—2014 гг. Затем продолжил совместную работу с Даном Петреску в румынском «Тыргу-Муреш» и китайском «Цзянсу Сайнти». В июне 2016 года вместе с Петреску вновь вошёл в тренерский штаб краснодарской «Кубани», однако уже в октябре тренерский штаб ушёл в отставку.

## Достижения
«Стяуа»
Обладатель Кубка европейских чемпионов: (1)
- 1985/86

Полуфиналист Кубка европейских чемпионов: (1)
- 1987/88

Обладатель Суперкубка УЕФА: (1)
- 1986

Чемпион Румынии: (7)
- 1984/85, 1985/86, 1986/87, 1987/88, 1992/93, 1993/94, 1994/95

Вице-чемпион Румынии: (3)
- 1989/90, 1990/91, 1991/92

Обладатель Кубка Румынии: (4)
- 1984/85, 1986/87, 1987/88, 1991/92

Финалист Кубка Румынии: (2)
- 1985/86, 1989/90

Обладатель Суперкубка Румынии: (1)
- 1994

«Коджаэлиспор»
Обладатель Кубка Турции: (1)
- 1996/97

## Награды
- Орден «За вклад в развитие румынского спорта» II степени (2008)[6]

## Личная жизнь
Кроме румынского, Думитру владеет также английским, турецким, итальянским и немного испанским языками, во время работы в России изучал русский. Помимо футбола, увлекается лыжами и теннисом.